# Tomás Frías Ametller
Pour les articles homonymes, voir Frias (homonymie).
Tomás Frías Ametller, né le 21 décembre 1804 à Potosí (Bolivie) et mort le 10 mai 1884 à Florence (Italie), est un homme d'État bolivien qui occupa deux fois la présidence de la Bolivie (1872-1873 et 1874-1876).

## Biographie
Tomás Frías est né dans une riche famille possédant des terres à Potosí. 

### Décès
Il meurt en 1884 à  Florence, en Italie. 

## Hommages
La province de Tomás Frías et l'Université autonome Tomás Frías à Potosí portent son nom.